# Башурово
Башурово — село в Облученском районе Еврейской автономной области. Входит в Пашковское сельское поселение.
Село Башурово находится в пограничной зоне, въезд по пропускам.

## История
Башурово основано в 1874 году, и было заселено переселенцами из упраздненной станицы Помпеевки и отчасти из Раддевки. Происхождение названия точно неизвестно, однако с определённой  уверенностью можно выдвинуть предположение, что название произошло от фамилии первых переселенцев – казаков Башуровых, о чём свидетельствуют метрические книги церкви Живоначальной Троицы в селе Радде.

## География
Село Башурово стоит на левом берегу реки Амур.  Расположено у устья р. Падь Волчья. 
Дорога к селу Башурово идёт на юг (вниз по Амуру) от села Пашково.
Расстояние до Пашково — около 30 км, до районного центра города Облучье — около 65 км.
От села Башурово вниз по Амуру идёт дорога к селу Радде, расстояние — около 10 км.

## Население
| 1879 | 1901 | 1917 | 1923 | 1924 | 1926 | 1992 |
| ---- | ---- | ---- | ---- | ---- | ---- | ---- |
| 98   | ↗197 | ↘122 | ↗141 | ↗149 | ↗177 | ↗400 |
| 1998 | 2002 | 2010 |      |      |      |      |
| ↘376 | ↘322 | ↘164 |      |      |      |      |